# Christopher Rojik
Christopher Rojik (* 5. September 1974 in Boston, Massachusetts) ist ein ehemaliger US-amerikanischer Basketballspieler. Der 2 m große und 100 kg schwere Power Forward spielte in der 2. Bundesliga in Deutschland.

## Karriere
Seine sportliche Ausbildung erhielt er am College of the Holy Cross in Massachusetts. Danach führte sein Weg ihn nach Rhöndorf, wo er von 1998 bis 2000 für die zweite Mannschaft in der Regionalliga spielte. Danach folgte der Wechsel zu Noma Iserlohn, wo er zum Führungsspieler der Zweitligamannschaft reifte. Rojik wurde vereinsseitig als „Glücksfall“ bezeichnet. Der US-Amerikaner war auch als Co-Trainer der Iserlohner Damen, für die seine Ehefrau Sonia spielte, und in der Jugendarbeit des Vereins tätig.
2003 folgte dann wieder der Wechsel nach Rhöndorf. Zum Ende der Saison 2008/09 wurde Rojik von den Trainern und Journalisten zum besten Spieler der Liga gewählt. Zur Saison 2009/10 übernahm Rojik in Rhöndorf zusätzlich den Posten des Co-Trainers, nachdem Eric Detlev zum Cheftrainer befördert worden war.
Im Juni 2010 gab Rojik seinen Abschied aus Rhöndorf bekannt. Er unterschrieb einen Vertrag bei den Deutsche Bank Skyliners. Er lief in der zweiten Herrenmannschaft der Frankfurter in der 2. Bundesliga ProB auf. Zusätzlich wurde er Trainer von Eintracht Frankfurt in der 1. Regionalliga.
Im Juni 2011 gab Rojik das Ende seiner Spielerlaufbahn bekannt. Er bat die Skyliners Frankfurt sowie Eintracht Frankfurt darum, seinen Vertrag aufzulösen. Rojik kehrte mit seiner Familie in die USA zurück.

## Erfolge
- Spieler des Monats Oktober 2008 der ProB
- Spieler des Monats Februar 2010 der ProB
- Wertvollster Spieler (MVP) der ProB 2008/09
- Meister der ProB mit den Dragons Rhöndorf in der Saison 2009/10